# تشارلز تورنر (سياسي)
تشارلز تورنر (بالإنجليزية: Charles Turner)‏ هو سياسي كندي، ولد في 24 مارس 1916 في تورونتو في كندا، وتوفي في 10 يناير 1993. حزبياً، نشط في الحزب الليبرالي الكندي. وقد انتخب عضو مجلس الشيوخ الكندي وانتخب عضو مجلس العموم الكندي.